# Von Finnland bis zum Schwarzen Meer

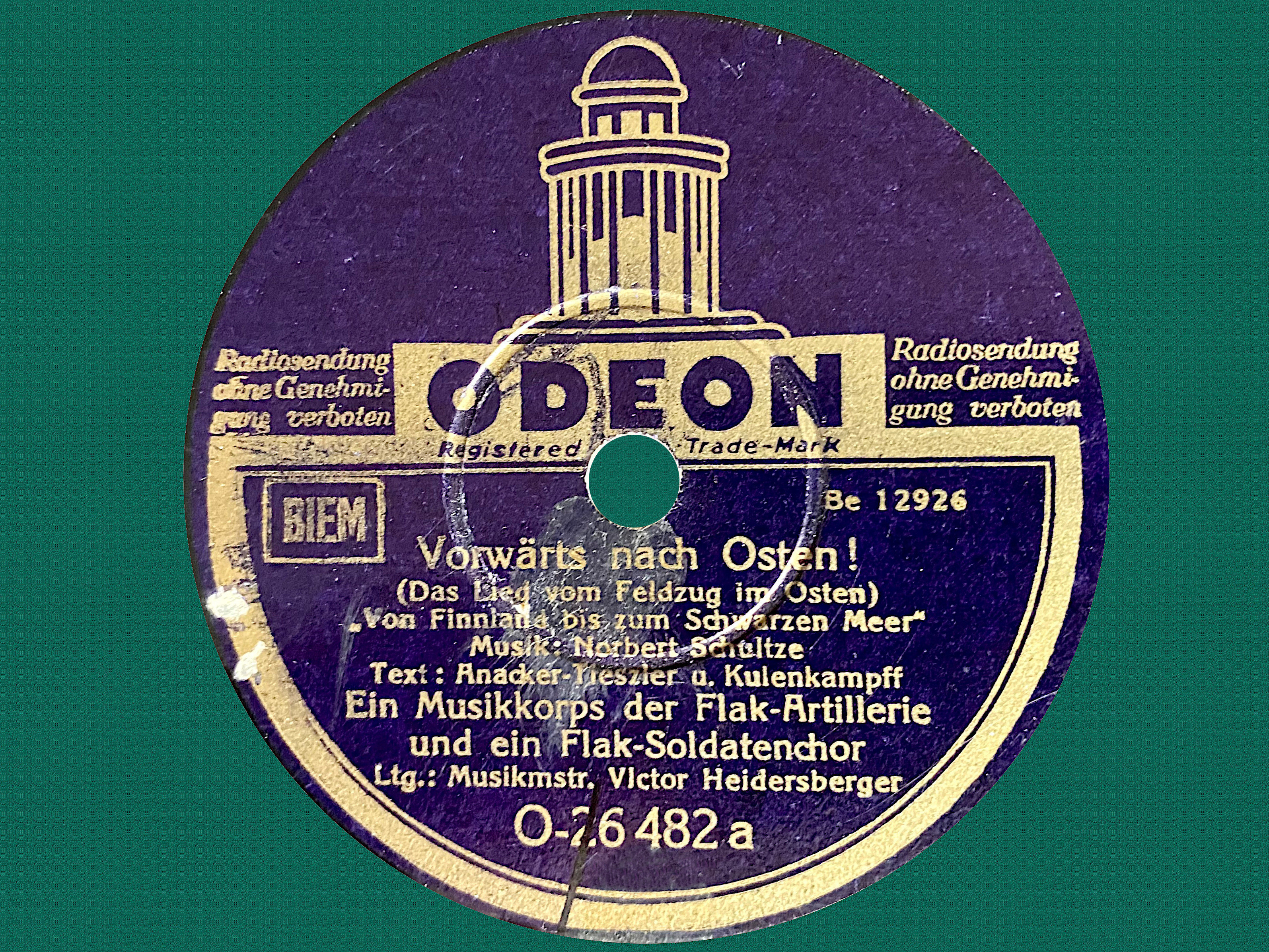
Etikett einer Schellackplatte

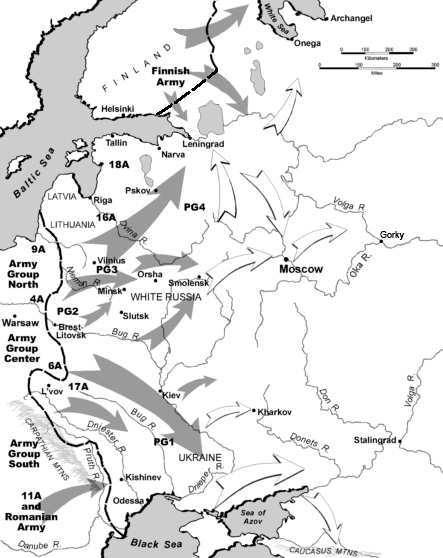
Geplante Vorstoßrichtungen des Unternehmens Barbarossa zwischen Finnland und Schwarzem Meer

Von Finnland bis zum Schwarzen Meer (auch Rußlandlied oder Das Lied vom Feldzug im Osten oder Vorwärts nach Osten) ist ein 1941 im Auftrag des deutschen Propagandaministers Joseph Goebbels entstandenes Propagandalied für den bevorstehenden Krieg gegen die Sowjetunion (Unternehmen Barbarossa). Die Fertigstellung verzögerte sich jedoch, sodass es erst eine Woche nach Beginn des Angriffs, am 29. Juni 1941, erstmals im Rundfunk übertragen wurde. Das Lied wurde unter anderem bei den Sondermeldungen des Oberkommandos der Wehrmacht eingespielt.

## Text
1. Wir standen für Deutschland auf Posten

Und hielten die große Wacht.

Nun hebt sich die Sonne im Osten

Und ruft die Millionen zur Schlacht.

Refrain:

Von Finnland bis zum Schwarzen Meer,

Vorwärts, vorwärts!

Vorwärts nach Osten, du stürmend Heer!

Freiheit das Ziel, Sieg das Panier!

Führer, befiehl! Wir folgen dir!

2. Den Marsch, von Horst Wessel begonnen

Im braunen Gewand der SA,

Vollenden die grauen Kolonnen:

Die große Stunde ist da!

3. Nun brausen nach Osten die Heere

Ins russische Land hinein.

Kameraden, nun an die Gewehre!

Der Sieg wird unser sein!

## Entstehung
Der Text ist nicht eindeutig einem einzelnen Autor zuzuordnen. In der Regel gelten Heinrich Anacker, Hans Tieszler und Hans-Wilhelm Kulenkampff als gemeinsame Autoren. Joseph Goebbels beschreibt in seinen Tagebüchern die Urheberschaft wie folgt: „Das neue Rußlandlied ist fertig; eine Gemeinschaftsarbeit von Anacker, Tießler [sic] und Kolbe, die ich nun zusammenstelle und überarbeite. Sie ist dann nicht mehr wiederzuerkennen. Ein großartiges Lied.“ Anacker und Tieszler stritten Goebbels’ Schilderung zufolge um die Autorschaft. Goebbels ergänzte außerdem den Schlussvers des Liedes: „Freiheit das Ziel, Sieg das Panier! Führer befiehl, wir folgen Dir!“
Mit der Vertonung wurden von Goebbels die beiden Komponisten Herms Niel und Norbert Schultze beauftragt: „Niel und Norbert Schulze [sic] schreiben je eine Melodie dazu. Es ist höchste Zeit, da wir sie ja bei den ersten großen Nachrichten mitbringen wollen. Die beste werde ich nehmen.“ Laut Schultze betrug Goebbels’ Zeitvorgabe bis zur Aufführung im Rundfunk 24 Stunden. Goebbels entschied sich für die von Schultze komponierte Melodie und überarbeitete auch diese persönlich, indem er Harmonien änderte und den Rhythmus vereinfachte. Das Lied wurde am 29. Juni 1941 mit den Chören der Staatsoper Berlin und der Deutschen Oper Berlin sowie großem Orchester aufgenommen. An das Ende des Liedes wurde das als Rußlandfanfare bekanntgewordene Zitat aus Franz Liszts Les Préludes angefügt.